# Christoph von Lieven
Christoph von Lieven (in russo Христофор Андреевич Ливен?, Christofor Andreevič Liven; Kiev, 6 maggio 1774 – Roma, 10 gennaio 1839) è stato un generale, diplomatico e principe russo.

## Biografia

### I primi anni
Christoph von Lieven nacque a Kiev il 6 maggio 1774 in una famiglia nobile di origini tedesche, figlio terzogenito del barone Otto Heinrich Andreas von Lieve af Eksjö (1726-1781) e di sua moglie, la baronessa Charlotte von Gaugreben, poi I principe di Lieven (1743–1828). Sua madre era divenuta sin dalla gioventù governante del granduca Pavel Petrovič, zarevic di Russia e figlio primogenito della zarina Caterina II.

### La carriera militare

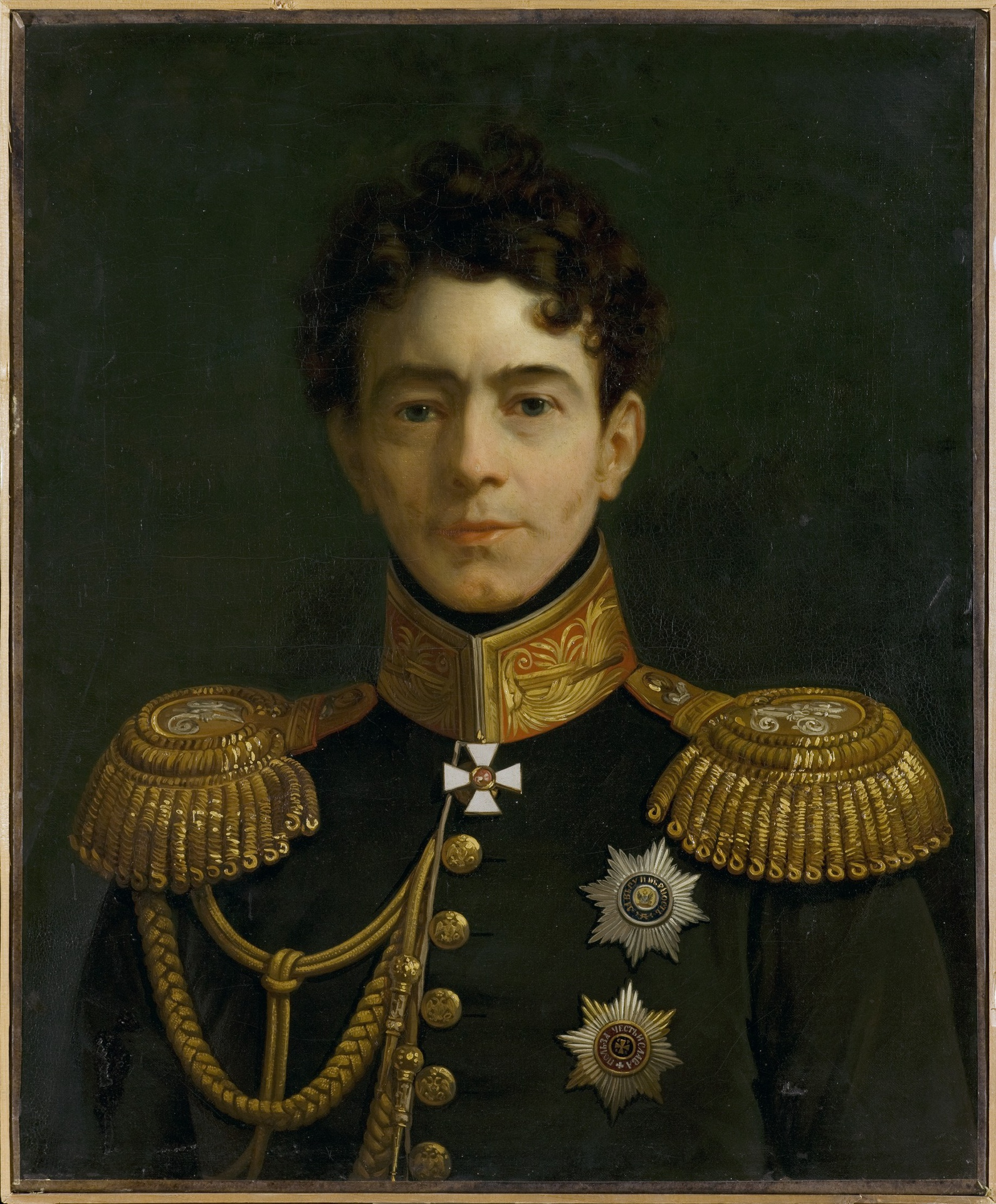
Christoph von Lieven in un ritratto in abiti militari

A quindici anni, il giovane von Lieven venne ammesso nell'esercito russo, in un reggimento di artiglieria, ingresso seguito da una veloce carriera: nel 1791 venne promosso al rango di ufficiale d'ordinanza (Praporščik) e poi sottotenente (podporučik) nel reggimento Semënovsky; nel 1794 ottenne il grado di tenente (poručik), e dopo la campagna militare del 1796 ottenne il rango di tenente colonnello nel reggimento dei dragoni di Vladimir, venendo poi spostato nei moschettieri di Tula. Lieven venne quindi inviato nel Caucaso e prese parte alla Guerra russo-persiana (1796) e poi a quella georgiana. Nel 1797 lo zar Paolo I di Russia lo rese suo aiutante di campo e nel 1798 lo promosse al ragno di maggiore generale e lo assegnò all'incarico di direttore della cancelleria di campo di sua maestà. Lieven accompagnò Alessandro I di Russia durante la battaglia di Wischau e la battaglia di Austerlitz e alla firma della Pace di Tilsit. Venne promosso tenente generale nel 1807.
Il 22 febbraio 1799, nel frattempo, Lieven aveva ottenuto il titolo di conte di cui aveva potuto beneficiare anche sua madre, ma venne in qualche modo superato in fama dalla moglie, la famosa salottiera Dorothea von Benckendorff (1785 - 1857), figlia del generale russo Christoph von Benckendorff, che aveva sposato il 1º febbraio del 1800 a San Pietroburgo. Insieme la coppia ebbe una figlia e cinque figli: Magda, Paul (24 febbraio 1805 – 1866), Alexander (9 marzo 1806 – 5 ottobre 1885), Konstantin (1807–1838), Georg e Arthur.
Circa il suo servizio militare, nella campagna del 1805 prese parte alla battaglia di Wischau e a quella di Austerlitz, presenziando infine alla firma della pace di Tilsit; venne promosso tenente generale il 22 luglio 1807.

### Incarichi diplomatici
Nel 1808 venne assegnato agli affari esteri. Nel dicembre del 1809 venne inviato a rappresentare la Russia alla corte del regno di Prussia e, quando Napoleone si stava preparando ad invadere la Russia nel 1812, venne nominato ambasciatore alla corte di San Giacomo in Inghilterra, incarico che mantenne per i 22 anni successivi, guadagnandosi la fiducia di personaggi influenti come il futuro primo ministro Charles Grey, II conte Grey. Il 1º gennaio 1819 venne promosso generale di fanteria.

### Gli ultimi anni
Nel 1826, la madre di Christoph venne creata I principessa di Lieven e pertanto anche Christoph, già conte, ricevette il titolo di principe.
Nel 1834 lo zar Nicola I di Russia richiamò Lieven in Russia e gli affidò il tutoraggio dell'erede al trono, lo zarevic Alessandro.
Lieven morì improvvisamente il 10 gennaio 1839 a Roma dove aveva scortato lo zarevic nel corso del suo Grand Tour in Europa col quale aveva già toccato Stoccolma, Copenaghen e Berlino. Riportata in patria, la sua salma venne sepolta sua tenuta di Mezoten, in Curlandia.